# Horse Shoeing
Horse Shoeing é um filme mudo estadunidense em curta-metragem do gênero documentário de 1893, dirigido por William K.L. Dickson para o Edison Studios, de Thomas Edison. É considerado um filme perdido.
De acordo com o IMDb, ele esteve no primeiro grupo de filmes a ser exibido comercialmente no mundo, quando o Holland Bros.' Kinetoscope Parlour foi inaugurado no número 1155 da Broadway, em Nova York, no dia 14 de abril de 1894. O Holland Bros.' foi o primeiro salão aberto para a exibição de filmes por meio do Cinetoscópio.

## Enredo
Trazia dois homens trabalhando em uma ferraria, sendo que um deles calçava um cavalo enquanto outro aquecia um ferro na forja. O homem que calçava o animal seria visto batendo um prego na ferradura do casco do cavalo e, depois, mudando de posição. Todo movimento necessário ao trabalho era claramente mostrado. De fato, toda a rotina do trabalho dos dois homens e seus movimentos foram apresentadas à visão do espectador.

## Elenco
- William K. L. Dickson ... ele mesmo

## Ligações Externas
- Horse Shoeing. no IMDb.